# UFC Fight Night: Benavidez vs. Figueiredo
UFC Fight Night: Benavidez vs. Figueiredo (también conocido como UFC on ESPN+ 27 o UFC Fight Night 169) fue un evento de artes marciales mixtas producido por Ultimate Fighting Championship que se llevó a cabo el 29 de febrero de 2020 en la Chartway Arena de Norfolk, Virginia.

## Historia
El evento fue el segundo que la promoción organizó en Norfolk y el primero desde UFC Fight Night: Poirier vs. Pettis en noviembre de 2017.
El evento estelar contó con una pelea por el vacante Campeonato de Peso Mosca de UFC entre el exretador del título Joseph Benavidez y Deiveson Figueiredo. El campeón multidivisional, Henry Cejudo, anunció el 19 de diciembre de 2019 que renunciaría al título de peso mosca y se concentraría en competir únicamente en la división de peso gallo.
Una pelea de peso wélter entre Alex Oliveira y Mickey Gall estaba programada para el evento. Sin embargo, el 27 de diciembre, la pelea fue cancelada debido a razones no reveladas.
Se programó una pelea de peso pluma entre Chas Skelly y Grant Dawson en UFC 246, pero Dawson se vio obligado a retirarse de la pelea. La pelea fue reprogramada para este evento. A su vez, se informó el 7 de febrero que Skelly resultó lesionado durante una de sus sesiones de entrenamiento y, por lo tanto, se retiró del evento. Fue reemplazado por Darrick Minner, que hacía su debut en la promoción.
Una pelea de peso pluma entre Steven Peterson y Aalon Cruz estaba programada para el evento. Sin embargo, Peterson fue retirado por una razón desconocida y reemplazado por Spike Carlyle, que hacía su debut en la promoción.
Mike Davis enfrentaría a Giga Chikadze en el evento, sin embargo, el combate fue cancelado después de que Davis fuera retirado debido a una lesión no revelada. A su vez, los funcionarios de la promoción eligieron eliminar a Chikadze de la cartelera debido a que no pudieron encontrar un reemplazo y lo programaron para enfrentar a Jamall Emmers en UFC 248, reemplazando al lesionado Movsar Evloev.
Se programó una pelea entre Luis Peña y Alexander Muñoz en el evento. Sin embargo, el 23 de febrero, se anunció que Muñoz se retiró debido a una lesión. Fue reemplazado por Steve García.
En el pesaje, Figueiredo llegó a las 127.5 libras, 2.5 libras por encima del límite del peso mosca (125 lbs). Como resultado, no era elegible para el campeonato, mientras que Benavidez seguía siendo elegible si hubiera derrotado a Figueiredo. Figueiredo recibió una multa del 30% de su pago, que fue a Benavidez y la pelea se llevó a cabo según lo programado en un peso acordado. Dawson tampoco logró dar el peso, llegando a 149.5 libras, 3.5 libras por encima del límite de peso pluma (146 lbs). También recibió una multa del 30% de su pago, que fue para Darrick Minner y la pelea se llevó a cabo en un peso acordado.

## Resultados
1. ↑  Por el vacante Campeonato de Peso Mosca de UFC, sin embargo Figueiredo no pudo llevarse el campeonato por haber fallado el peso.

## Premios extra
Los siguientes peleadores recibieron $50,000 en bonos:
- Pelea de la Noche: Kyler Phillips vs. Gabriel Silva
- Actuación de la Noche: Megan Anderson y Jordan Griffin